# Il re d'Inghilterra non paga
Il re d'Inghilterra non paga è un film del 1941 diretto da Giovacchino Forzano.

## La trama
Nella Firenze del '300 i banchieri Peruzzi e Bardi, dopo lunghe trattative, concedono al re d'Inghilterra un cospicuo prestito in denaro, precedendo in concorrenza un altro banchiere, il Buondelmonti. Alla scadenza, il re d'Inghilterra però non tiene fede agli impegni e non restituisce il prestito, provocando il fallimento dei due banchieri e causando uno scontro armato tra le loro famiglie e quella del Buondelmonti. Solo l'amore nato tra una figlia dei Bardi e un erede dei Buondelmonti riuscirà a riportate la concordia tra le famiglie dei banchieri fiorentini.

## La critica
« Un pistolotto finale ci assicura che alla fine il re d'Inghilterra pagherà. Ma di questo eravamo convinti anche prima che Forzano ce lo dicesse. I bollettini di guerra ce lo assicurano ogni giorno! Terminata la proiezione uno spettatore, levandosi, malinconicamente dalla poltrona, osservò: "E tutto questo perché nel '300 il re d'Inghilterra non pagò!" "Già," borbottò un altro, "succede sempre così! Chi ci va di mezzo è sempre il postero!" Dal punto di vista spettacolare, il film è interessante per la fastosa e accurata ricostruzione della Firenze trecentesca. Costretti dalle pastoie di una regia e di un dialogo decisamente toscaneggianti e trecenteschi, gli attori hanno impresso alla vicenda un ritmo melodrammatico da vecchio affresco che non poteva in alcune scene non eccitare l'impertinenza di un pubblico disincantato e pronto alla battuta.» (Osvaldo Scaccia, in Film del 31 maggio 1941)

## Produzione
Prodotta da Giovacchino Forzano per conto della Pisorno in collaborazione con la IN.CINE di Mario Borghi e Arno di Maleno Malenotti, il soggetto della pellicola è tratto da vecchie storie fiorentine, il film realizzato negli Studi Tirrenia nel 1940.

## Distribuzione
Il film venne distribuito nel circuito cinematografico italiano il 12 aprile 1941.

## Manifesti e locandine
La realizzazione dei manifesti del film fu affidata ai pittori cartellonisti Anselmo Ballester e Carlantonio Longi.